# Jean Laran
Pour les articles homonymes, voir Laran (homonymie).
Jean Laran est un bibliothécaire, historien et historien de l'art français, né le 14 novembre 1876 à Castres et mort le 30 août 1948 à Hossegor. Directeur du Cabinet des estampes de 1940 à 1942, il est aussi administrateur par intérim de la Bibliothèque nationale de 1940 à 1944.

## Conservateur des estampes
Après des études à l'École du Louvre, il entre au Cabinet des estampes de la Bibliothèque nationale en 1908. L'année suivante, il soutient  une thèse sur les proportions de la statuaire romane. Il est nommé membre de la Commission supérieure des bibliothèques en 1931
Au cours de sa carrière, Jean Laran publie de nombreuses études. Certaines portent sur sa région natale : on lui doit notamment une étude sur la cathédrale Sainte-Cécile d'Albi (1911). Mais c'est surtout à l'estampe qu'il consacre son travail. Il participe à l'organisation de plusieurs expositions de la Bibliothèque Nationale, il commence l'inventaire du fonds français pour les graveurs après 1800, et publie de nombreux articles scientifiques.

## La guerre
Alors que Paul-André Lemoisne est responsable du dépôt de Castelnau (où sont envoyés des documents de la Bibliothèque Nationale afin de les préserver), Jean Laran se trouve conservateur en chef par intérim du Cabinet des estampes. Il est ensuite chargé d'administrer par intérim de la Bibliothèque nationale. Il occupe ce poste du 10 juin au 6 août 1940, à l'époque de la défaite militaire française, puisque l'administrateur Julien Cain, aussi secrétaire général du commissariat général (puis ministère) de l'Information, doit suivre le gouvernement. Le maréchal Pétain nomme à sa place Bernard Faÿ. Jean Laran est alors le 1er octobre nommé de manière définitive conservateur en chef du Cabinet des estampes; il remplit ces fonctions jusqu'à son départ à la retraite en novembre 1942.
Il est néanmoins rappelé comme administrateur par intérim pendant plus d'un an à la Libération, du 20 août 1944 au 30 septembre 1945, en attendant le retour de Julien Cain de Buchenwald. Il doit alors mener à bien l'épuration et ramener la BN à un fonctionnement normal. Il supprime alors les départements créés par Bernard Faÿ qui ne lui semblent pas liés aux missions premières de la BN (Musée des Sociétés secrètes, Centre d'histoire française contemporaine).
Dans son ouvrage traitant des bibliothèques sous l'Occupation, Martine Poulain le considère comme le modèle du bibliothécaire juste, ayant refusé de quitter son poste, mais ayant toujours su exercer ses fonctions sans se compromettre avec l'occupant ou le pouvoir.
Jean Laran reprend ses travaux sur l'estampe, mais il meurt peu après, le 30 août 1948.

## Distinctions
- Commandeur de la Légion d'honneur (1948)[7]